# Jim Johnston
James "Jim" Alan Johnston é um compositor musical que trabalhava desde 1986 para a WWE. Johnston é famoso por escrever músicas para diversos temas de wrestling para a WWE, ganhando destaque mundial com o tema de entrada de The Rock.Em 1989, Johnston escreveu o tema do filme No Holds Barred, estrelado por Hulk Hogan. Johnston teve dedicada a si, uma passagem na música "My Time" do wrestler Triple H.

## Discografia
- The Wrestling Album (1985)
- Piledriver - The Wrestling Album 2 (1987)
- WWF Full Metal (1996)
- WWF The Music, Vol. 2 (1997)
- WWF The Music, Vol. 3 (1998)
- WWF The Music, Vol. 4 (1999)
- WWF Aggression (2000)
- WWF The Music, Vol. 5 (2001)
- WWF Forceable Entry (2002)
- WWE Anthology (2002)
- WWE Originals (2004)
- WWE ThemeAddict: The Music, Vol. 6 (2004)
- WWE Wreckless Intent (2006)
- WWE The Music, Vol. 7 (2007
- A Jingle With Jillian (2007)
- RAW Greatest Hits: The Music (2007)
- WWE The Music, Vol. 8 (2008)[1]
- WWE Anthology II
- WWE The Music, Vol. 9 (2009)

## Prêmios conqustados

### BMI Film & TV Awards
| Ano  | Resultado | Prêmio          | Vencedor      |
| ---- | --------- | --------------- | ------------- |
| 2002 | Ganhador  | BMI Cable Award | WWE Raw(1993) |
| 2003 | Ganhador  | BMI Cable Award | WWE Raw(1993) |
| 2004 | Ganhador  | BMI Cable Award | WWE Raw(1993) |
| 2008 | Ganhador  | BMI Cable Award | WWE Raw(1993) |